# When Men Desire

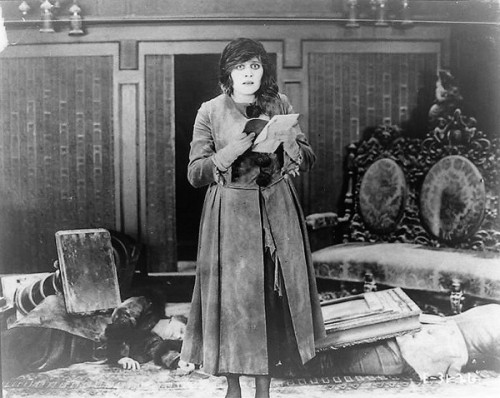
Theda Bara em When Men Desire.

When Men Desire é um filme de drama romântico mudo americano de 1919 dirigido por J. Gordon Edwards e estrelado por Theda Bara.

## Elenco
- Theda Bara como Marie Lohr
- Fleming Ward como Robert Stedman
- G. Raymond Nye como von Rohn
- Edward Elkas como Professor Lohr
- Maude Hill como Lola Santez
- Florence Martin como Elsie Henner

## Enredo

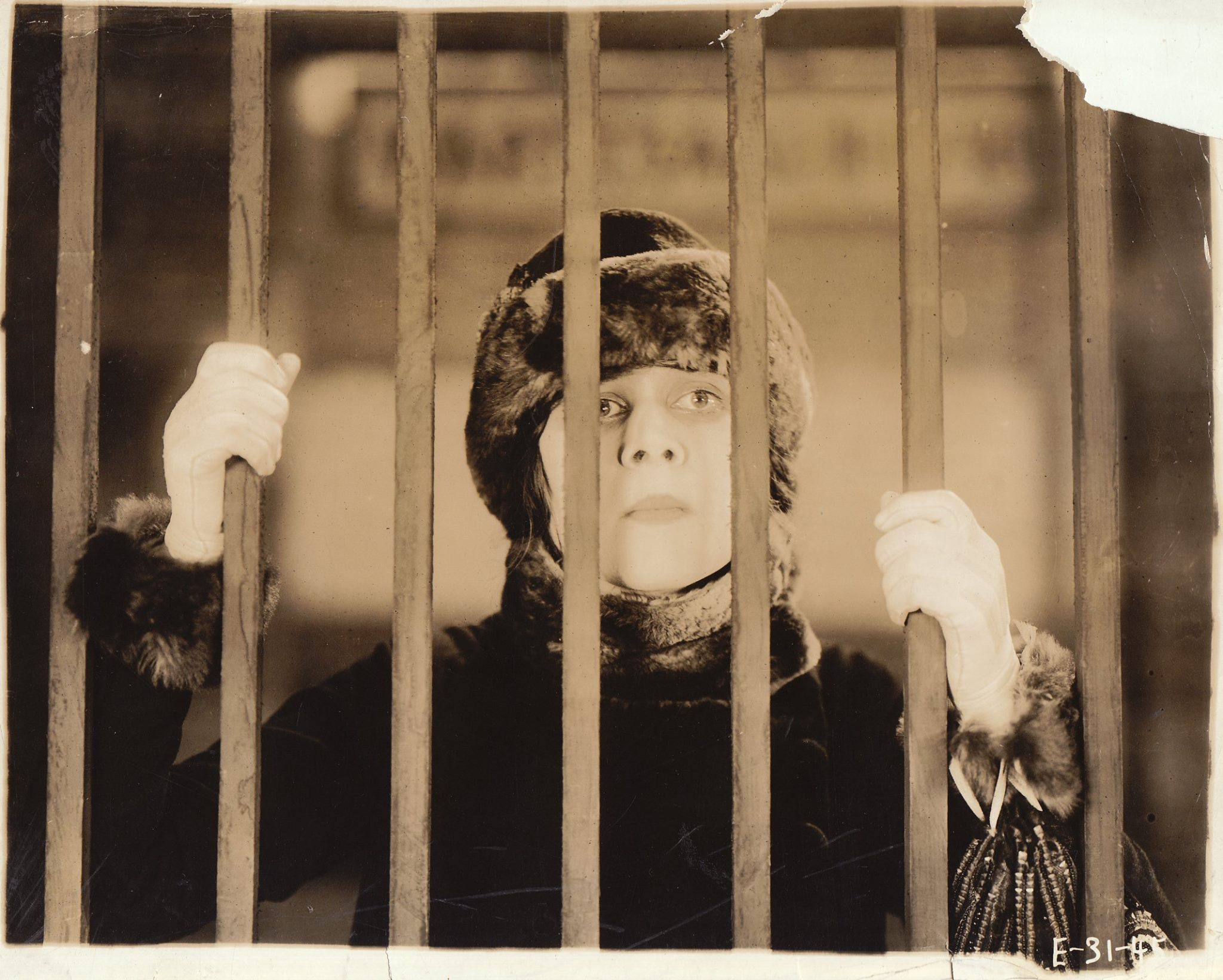
Theda Bara em When Men Desire.

Conforme descrito em uma crítica de uma revista de cinema, depois que os Estados Unidos declararam guerra à Alemanha em 1917, cidadãos americanos dentro da Alemanha, como Marie Lohr (Bara), que estava visitando seu tio, o professor Lohr (Elkas) em Strassburg, apressadamente tentaram obter passaportes e sair do concelho. No entanto, o Major von Rohn (Nye), um poderoso oficial do Exército Alemão, a deseja como companheira, observando que os oficiais alemães em tempos de guerra podem ter qualquer mulher que desejarem. O namorado aviador americano de Marie, Robert Stedman (Ward), chegou à Suíça e Marie tenta manter Von Rohn a uma distância respeitosa. Ela escapa de uma situação perigosa quando Stedman, durante uma missão, joga uma bomba em uma casa e aparentemente mata o oficial alemão. Marie consegue então tirar de uma espiã alemã que também estava na casa e esmagada pelos destroços, passaportes e documentos secretos que instruem que a espiã seja levada através das linhas francesas. Fazendo-se passar por espiã, Marie consegue chegar à fronteira alemã, onde é detida por soldados alemães que a procuram para aliviar sua solidão. Seu companheiro de viagem consegue alcançar Robert, que então pula em um avião para resgatar Marie. Marie afasta os soldados e sua identidade está segura até que von Rohn, recuperado de seus ferimentos, apareça no apartamento da mulher onde Marie está presa e onde Robert está escondido em um armário. Marie esfaqueia e mata Voh Rohn, e os dois patriotas escapam depois que Robert veste o uniforme de oficial.

## Status de preservação
O filme atualmente é considerado perdido.